# Intersektionssyndrom
Das Intersektionssyndrom ist eine Sonderform einer Sehnenscheidenentzündung, die an der Überkreuzung des ersten mit dem zweiten Sehnenfach lokalisiert ist.
Auf der Daumenseite des Handrückens verlaufen unter dem Retinaculum extensorum im ersten Sehnenfach der M. abductor pollicis longus und der M. extensor pollicis brevis und überkreuzen sich mit den im zweiten Sehnenfach verlaufenden Musculus extensor carpi radialis brevis und Musculus extensor carpi radialis longus.
Synonyme sind: Bursitis des Abductor pollicis longus; Subkutane Perimyositis; Rudererhandgelenk; lateinisch Peritendinitis crepitans; englisch Bugaboo forearm, Crossover Syndrome, Squeaker’s wrist

## Verbreitung
Die Häufigkeit in der Allgemeinbevölkerung wird mit 0,2 % bis 0,37 % angegeben.

## Ursache
Als Ursache werden wiederholte Überlastungen des Sehnenapparates mit wiederholter Beugung und Streckung im Handgelenk gegen Widerstand angenommen.

## Klinische Erscheinungen
Klinische Kriterien sind:
- Schwellung und Verhärtung in den Sehnenscheiden etwa 4–6 cm proximal des Radiokarpalgelenkes
- Reibegeräusche bei Bewegung im Handgelenk
- Häufig bei Ruderer, Gewichthebern, Tennis und anderen Sportarten mit Schlägern

## Diagnose
Neben dem klinischen Befund kann eine genauere Abklärung mittels Ultraschall oder Kernspintomographie erfolgen.

## Differentialdiagnose
Abzugrenzen sind:
- andere Ursachen für handgelenksnahe Schmerzen auf der Radiusseite
- Wartenberg-Syndrom
- Tendovaginitis stenosans de Quervain, aber im ersten dorsalen Sehnenfach

## Therapie
Die Behandlung entspricht der bei anderen Sehnenscheidenentzündungen.